# Archibald George Blomefield Russell
Archibald George Blomefield Russell, Esq. (* 20. Juni 1879 in Wakefield; † 30. November 1955) war ein britischer Kunsthistoriker, Genealoge, Heraldiker und Kunstsammler.

## Leben
Archibald Russell – der vierte Sohn des Chief constable von Yorkshire Theodosius Stuart Russell und seiner Frau Louisa Blomefield, Tochter von Reverend Sir Thomas Blomefield – erhielt seine Schulausbildung am Eton College und studierte am Christ Church College der University of Oxford. Danach war er als Kunstkritiker und Kunsthistoriker journalistisch tätig und trat als Herausgeber der Werke von William Blake hervor.
Seine Karriere machte er als Herold im College of Arms in London, der britischen heraldisch-genealogischen Behörde: Von 1915 bis 1922 war er Rouge Croix Pursuivant. Am 21. April 1922 wurde er zum Lancaster Herald (Herold von Lancaster) befördert und behielt das Amt bis 1954. Am 5. April 1954 stieg er zum Clarenceux King of Arms auf und blieb bis zu seinem Tode im Amt dieses zweithöchsten englischen Wappenkönigs.
Er besaß eine Sammlung von Handzeichnungen. In seinen späten Lebensjahren war er in der Freizeit ein leidenschaftlicher Schmetterlingssammler mit Schwerpunkt Kleinschmetterlinge und Nachtfalter. So wies er das Vorkommen der zumeist in den Tropen auffindbaren Hymenia recurvalis in Großbritannien nach.

## Familie
Archibald Russell heiratete 1915 Janet Frances Kerr († 1962). Das Paar bekam zwei Söhne – John (* 15. November 1916) und Charles (* 18. April 1920). Beide fielen im Krieg – John am 31. Januar 1942 in der Schlacht um Singapur und Charles am 24. Februar 1945 in Burma.

## Mitgliedschaften und Ehrungen
- Fellow der Royal Society of Antiquaries of Ireland
- Fellow der Society of Antiquaries of London (FSA)
- Fellow der Royal Entomological Society of London
- Commander des Royal Victorian Order (CVO)

## Schriften (Auswahl)
- mit Eric Maclagan: The prophetic books of William Blake : Jerusalem. A. H. Bullen, London 1904 (archive.org).
- The letters of William Blake. C. Scribner's Sons, New York 1906 (archive.org).
- mit Eric Maclagan: The prophetic books of William Blake : Milton. A. H. Bullen, London 1907 (archive.org).
- The engravings of William Blake. Houghton Mifflin, Boston 1912 (archive.org).
- Catalogue of loan exhibition of works by William Blake. Darling and Son, London 1913 (archive.org).
- Drawings by Guercino. E. Arnold & Co., London 1923.
- Hellas and a renaissance. B. T. Batsford, London 1943.